# سرکان آیکوت
سرکان آیکوت (انگلیسی: Serkan Aykut؛ زادهٔ ۲۴ فوریهٔ ۱۹۷۵) بازیکن فوتبال اهل ترکیه است.
از باشگاه‌هایی که در آن بازی کرده‌است می‌توان به باشگاه فوتبال گالاتاسرای و باشگاه فوتبال سامسون‌اسپور اشاره کرد.
وی همچنین در تیم‌های ملی فوتبال جوانان ترکیه، زیر ۲۱ سال ترکیه، جوانان ترکیه، و ترکیه بازی کرده‌است.